# Adalbert de Bardon de Segonzac
Le comte Adalbert de Bardon de Segonzac, plus couramment Adalbert de Segonzac et en version complète Adalbert René Marie de Bardon de Segonzac, né  le 25 juillet 1912 à Paris et mort le 27 décembre 2001 à Neuilly-sur-Seine est un journaliste, résistant et pilote de chasse français. Blessé pendant les combats de 1940 il rejoint Londres après un passage par Alger. Il fait la guerre comme pilote FAFL et reprend son métier de journaliste après guerre.

## Biographie
Il nait le 25 juillet 1912 à Paris de Jean de Bardon de Segonzac et de Mathilde d'Erlanger. Il étudie à l'école paroissiale de la basilique Sainte-Clotilde de Paris puis au Collège de Normandie à Clères et au lycée de Cannes. Plus intéressé par l'Athlétisme et le Rugby que par ses études il échoue trois fois au Baccalauréat.
Il devance l'appel pour le service militaire qu'il fait au 4e régiment de chasseurs d'Afrique à Tunis.
Il entre en 1930 au journal L'Intransigeant d'abord au service publicité avant de passer au service des sports. En 1932 Léon Bailby, viré de l'Intran fonde « Le Jour » où Segonzac le suit. Il quitte « Le Jour » en 1936 pour rejoindre Paris-Soir dont il sera le correspondant à Londres. Pendant la même période il apprend le pilotage des avions.
À la déclaration de guerre il est mobilisé dans un bataillon de side-car du 34e groupe de reconnaissance de division d'infanterie avant de se porter volontaire pour rejoindre un corps franc vers Forbach. À Pont-Sainte-Maxence il est blessé au bras gauche par un éclat d'obus. D'abord soigné à Saint-Cloud il est évacué dans un convoi d'ambulances vers Vichy puis, dans un train sanitaire vers Castelnaudary où il passe deux mois dans une caserne transformée en hôpital.
Il passe ensuite un mois chez Simone Berriau qui héberge déjà son oncle à côté de Hyères avant de rejoindre Paris-Soir à Lyon. Sensible à l'Appel du 18 Juin il veut passer en Angleterre. Un typographe du journal également tenté par le passage en Angleterre trouve une filière par Nantes où il ont rendez-vous avec un officier de la marine marchande. Ils voyagent séparément et, arrivé au lieu de rendez-vous, Segonzac est alarmé par la maison où toutes les ouvertures sont closes malgré le beau temps. Il poursuit sa route et apprend plus loin que les allemands y sont depuis la veille et ont arrêté toutes les personnes présentes qui seront fusillées. Il repasse en zone libre et retourne à Lyon.
Le secrétaire de rédaction de « Paris-soir », un certain Albert Camus, lui conseille de passer par l'Algérie. Il se fait nommer correspondant permanent à Alger. Après quelques tentatives avortées pour passer à Gibraltar il retrouve Pierre Gosset avec lequel il fera désormais équipe. Dans un autre domaine, Il rencontre Madeleine Ducailar.
Pierre et Adalbert quittent discrètement Alger pour gagner Casablanca en franchissant la frontière clandestinement. Hébergés dans une pension au bord d'une plage, ils ont un moment d'émotion quand un gendarme contrôlant le registre de la pension tique sur le nom Segonzac et demande à le voir. Convaincu d'avoir été signalé par la police algérienne Adalbert s'attend à être arrêté mais le gendarme est un copain de service militaire ce qui règle le problème de sécurité. Le consulat américain fait le lien avec les services anglais qui leur fournissent de fausses cartes d'identités et un rendez-vous dans un  hôtel à Tanger alors sous domination espagnole. Ils passent la frontière entre les deux Maroc clandestinement et arrivent à Tanger où ils sont pris en charge par les services anglais. Après une tentative avortée à cause d'une tempête, un bateau de pêche espagnol les dépose à Gibraltar où ils s'engagent dans les Forces françaises libres pour la durée de la guerre. Ils passent encore deux semaines à expliquer à deux espions partant pour l’Algérie comment éviter les impairs puis ils embarquent sur un transport de troupes appareillant pour Greenock.

## Angleterre
Une fois en Angleterre et après le passage rituel à Patriotic School, Segonzac est affecté contre son gré par le général de Gaulle au journal la Marseillaise dont il parvient à se faire licencier deux mois plus tard pour rejoindre les Forces aériennes françaises libres. Pistonné par des amis d'avant-guerre il fera sa formation en Angleterre plutôt qu'au Canada ou  en Rhodésie.
Le débarquement en Afrique du Nord permet à Madeleine, qui a aidé un des espions anglais briefé par Adalbert à Gibraltar, d'obtenir un passage pour l'Angleterre et ils se marient fin janvier 1943,.
Sa formation terminée il est affecté au Squadron 611 à Coltishall où Segonzac devient rapidement zigzag puis « Ziggy ». Il y passe huit mois entre les opérations offensives sur le territoire français, les attaques de bateaux, les escortes de bombardiers. Son fils Lionel nait le 19 février 1944.
Le groupe 1/2 « Cigognes » reformé en Afrique du Nord arrive en Angleterre pour devenir le « Squadron 329 Cigognes ». Les pilotes n'ayant volé qu'avec l'armée de l'Air jusqu'à la défaite de 1940 puis avec l'armée de Vichy n'ont aucune expérience de la Royal Air Force et il faut des pilotes FAFL pour aider à leur intégration. La plupart des FAFL sont peu enthousiastes à l'idée d'intégrer ce qu'ils appellent « l'Africa Corps ». Finalement, ce sont Jean Muzard et Segonzac qui franchiront le pas en mars 1944.

## France
À l'approche du débarquement, le programme des vols est plus centré sur les missions offensives en France entre Sweep (chasse libre à 12 avions) et Rhubarb (attaque au sol par groupe de 4 avions). Le 6 juin, il fait trois missions au-dessus de la tête de pont. Quinze jours plus tard, le 329 se pose en Normandie d'où il continue les missions d'appui des troupes au sol. Il reçoit cinq Palmes à la Croix de guerre reçue en 1940, la Distinguished Flying Cross et est fait Chevalier de la Légion d'honneur.
Il participe à la couverture du raid sur Arnhem et aux attaques contre Walcheren. Peu après la libération d'Anvers, le 21 novembre 1944, son Spitfire est touché par un tir de Flak qui perfore le circuit de refroidissement du Rolls-Royce Merlin qui tombe en panne à 20 kilomètres dans les lignes allemandes. Il se pose train rentré sans problème et se dégage rapidement de son avion. Il est capturé par des soldats allemands.

## Captivité
Capturé par une division d'infanterie il est transporté à la gare de Venlo où il est embarqué dans un wagon de troisième classe avec d'autres aviateurs anglais et américains et une escorte de soldats de la Luftwaffe. Après une nuit dans un abri à Düsseldorf ils arrivent à Francfort puis Oberursel où se trouve un centre d'interrogatoire pour les aviateurs alliés. Se cantonnant aux réponses « nom, grade, matricule » il est soumis à une pression psychologique destinée à lui faire donner des informations opérationnelles. Il passe ensuite par un centre d'interrogatoire politique au nord de Francfort où il s'agit plutôt de conversations autour de l'avenir de l'Allemagne entre les deux blocs alliés. Il s'en tient à « nom, grade, matricule » et est envoyé au Stalag luft I à Barth. La consigne étant de ne pas s'évader alors que la fin de la guerre est proche et que le massacre des évadés du Stalag Luft III est dans toutes les mémoires. Les gardiens, des volkssturm « cacochymes »,  fuient le camp avant même l'arrivée des troupes russes. Les prisonniers sont évacués vers la France et l'Angleterre par un pont aérien de Boeing B-17 Flying Fortress. Arrivé en Angleterre il parvient à contacter sa famille et apprend que son deuxième enfant né pendant sa captivité est une fille : Catherine.
Son cousin Léo d'Erlanger lui trouve une opportunité de travailler pour le concepteur des ports Mulberry qui cherche des démarcheurs pour l'Europe mais, à l'occasion d'une visite à Paris il rencontre Pierre Lazareff qui cherche un correspondant à Londres pour France-Soir et il saisit l'occasion de retrouver la presse.

## Journaliste
Il dirige le bureau londonien de France-Soir jusqu'en 1956 avant de rejoindre les États-Unis toujours pour diriger les bureaux de France-Soir, poste qu'il occupe jusqu'en 1976. Il y rencontre John Fitzgerald Kennedy pas encore président des États-Unis avec qui il tisse des liens d'amitié.
Toujours pour France-Soir il couvre les grandes conférences internationales comme les accords de Genève en 1954, la conférence de Téhéran en 1971. Il est un des premiers journalistes étranger non communiste autorisé à travailler en Chine
Il aura à New York deux autres enfants, Jean et Laurence.

## Après le journalisme
Après la fin de sa carrière il retourne régulièrement aux États-Unis pour des séminaires et des conférences. De 1991 à 1995 il préside l'amicale des FAFL et participe au cinquantième anniversaire du débarquement.
Il meurt le 27 décembre 2001 à Neuilly-sur-Seine.

## Décorations
- Croix de guerre 1939-1945 avec cinq Palmes[2]
- Officier de la Légion d'honneur
- Commandeur de l'Ordre du mérite
- médaille commémorative de la France libre